# Marco Tadé
Marco Tadé (ur. 3 grudnia 1995 r.) – szwajcarski narciarz dowolny, specjalizujący się w jeździe po muldach. Na mistrzostwach świata w Sierra Nevada w 2017 roku wywalczył brązowy medal w muldach podwójnych, przegrywając tylko z Japończykiem Ikumą Horishimą i Bradleyem Wilsonem z USA. Na tych samych mistrzostwach był też czwarty w jeździe po muldach. Był też między innymi osiemnasty w muldach podwójnych podczas mistrzostw świata w Kreischbergu w 2015 roku. Najlepsze wyniki w PŚ osiągnął w sezonie 2020/2021, kiedy to zajął 7. miejsce w klasyfikacji jazdy po muldach. Nie brał udziału w igrzyskach olimpijskich.

## Osiągnięcia

### Mistrzostwa świata
| Miejsce | Dzień       | Rok  | Miejscowość   | Konkurencja      | Zwycięzca          |
| ------- | ----------- | ---- | ------------- | ---------------- | ------------------ |
| 34.     | 6 marca     | 2013 | Voss          | Jazda po muldach | Mikaël Kingsbury   |
| 40.     | 8 marca     | 2013 | Voss          | Muldy podwójne   | Alexandre Bilodeau |
| 20.     | 18 stycznia | 2015 | Kreischberg   | Jazda po muldach | Anthony Benna      |
| 18.     | 19 stycznia | 2015 | Kreischberg   | Muldy podwójne   | Mikaël Kingsbury   |
| 4.      | 8 marca     | 2017 | Sierra Nevada | Muldy            | Ikuma Horishima    |
| 3.      | 9 marca     | 2017 | Sierra Nevada | Muldy podwójne   | Ikuma Horishima    |
| 31.     | 8 marca     | 2021 | Ałmaty        | Jazda po muldach | Mikaël Kingsbury   |
| 20.     | 9 marca     | 2021 | Ałmaty        | Muldy podwójne   | Mikaël Kingsbury   |

### Puchar Świata

#### Miejsca w klasyfikacji generalnej
- sezon 2012/2013: 280.
- sezon 2013/2014: 153.
- sezon 2014/2015: 48.
- sezon 2015/2016: 241.
- sezon 2016/2017: 88.
- sezon 2017/2018: 262.
- sezon 2018/2019: –
- sezon 2019/2020: 163.

Od sezonu 2020/2021 klasyfikacja jazdy po muldach jest jednocześnie klasyfikacją generalną.
- sezon 2020/2021: 7.

#### Miejsca na podium w zawodach
1. Deer Valley – 10 stycznia 2015 (muldy podwójne) – 3. miejsce
2. Thaiwoo – 26 lutego 2017 (muldy podwójne) – 2. miejsce
3. Ruka – 5 grudnia 2020 (jazda po muldach) – 2. miejsce